# Unione Sportiva Pergolettese 1932 2024-2025
Questa voce raccoglie le informazioni riguardanti l'Unione Sportiva Pergolettese 1932 nelle competizioni ufficiali della stagione 2024-2025.

## Stagione
Nella stagione 2024-2025 la Pergolettese disputa il girone A del campionato di Serie C, ha raccolto 42 punti con il quattordicesimo posto finale.

## Rosa
Aggiornata al 10 gennaio 2025.
| N. |                   | Ruolo | Calciatore           |
| -- | ----------------- | ----- | -------------------- |
| 1  | Italia (bandiera) | P     | Lorenzo Cordaro      |
| 2  | Italia (bandiera) | D     | Daniel Tonoli        |
| 4  | Italia (bandiera) | D     | Mariano Arini        |
| 5  | Italia (bandiera) | D     | Riccardo Bignami     |
| 9  | Italia (bandiera) | A     | Sean Parker          |
| 11 | Italia (bandiera) | C     | Jacopo Cerasani      |
| 12 | Italia (bandiera) | P     | Sebastiano Dordoni   |
| 14 | Italia (bandiera) | D     | Alessandro Lambrughi |
| 15 | Italia (bandiera) | D     | Francesco Stante     |
| 16 | Italia (bandiera) | C     | Alessandro Albertini |
| 17 | Italia (bandiera) | C     | Fabio Scarsella      |
| 19 | Italia (bandiera) | C     | Damiano Basili       |

| N. |                   | Ruolo | Calciatore         |
| -- | ----------------- | ----- | ------------------ |
| 20 | Italia (bandiera) | C     | Riccardo Pietrelli |
| 21 | Italia (bandiera) | C     | Samuele Careccia   |
| 24 | Italia (bandiera) | D     | Andrea Schiavini   |
| 28 | Italia (bandiera) | C     | Nicola Patanè      |
| 29 | Italia (bandiera) | P     | Lorenzo Abati      |
| 30 | Italia (bandiera) | C     | Marco Fiorani      |
| 33 | Italia (bandiera) | D     | Mattia Capoferri   |
| 34 | Italia (bandiera) | C     | Edoardo Olivieri   |
| 47 | Italia (bandiera) | A     | Gianmarco Di Biase |
| 70 | Niger (bandiera)  | C     | Salim Abubakar     |
| 80 | Italia (bandiera) | C     | Zaid Jaouhari      |
| 90 | Italia (bandiera) | A     | Nicola Anelli      |